# Патрік Закріссон
Патрік Закріссон (швед. Patrik Zackrisson; 27 березня 1987, м. Екере, Швеція) — шведський хокеїст, центральний/правий нападник.
Вихованець хокейної школи ХК «Ско». Виступав за «Фрелунда» (Гетеборг), «Регле» (Енгельгольм), ХК «Лінчепінг», «Атлант» (Митищі).
У складі національної збірної Швеції учасник EHT 2012. У складі молодіжної збірної Швеції учасник чемпіонату світу 2007. У складі юніорської збірної Швеції учасник чемпіонату світу 2005.
Досягнення
- Срібний призер чемпіонату Швеції (2008)
- Бронзовий призер юніорського чемпіонату світу (2005).